# Kollankodu
Kollankodu là một thị xã panchayat của quận Kanniyakumari thuộc bang Tamil Nadu, Ấn Độ.

## Nhân khẩu
Theo điều tra dân số năm 2001 của Ấn Độ, Kollankodu có dân số 34.322 người. Phái nam chiếm 51% tổng số dân và phái nữ chiếm 49%. Kollankodu có tỷ lệ 72% biết đọc biết viết, cao hơn tỷ lệ trung bình toàn quốc là 59,5%: tỷ lệ cho phái nam là 74%, và tỷ lệ cho phái nữ là 70%. Tại Kollankodu, 13% dân số nhỏ hơn 6 tuổi.